# جوليتا روزين
جوليتا روزين (بالإسبانية: Julieta Rosen)‏ هي ممثلة مكسيكية، ولدت في 8 نوفمبر 1962 بمدينة مكسيكو في المكسيك.

## أعمال

### أفلام
- (1984) كثيب

## وصلات خارجية
- جوليتا روزين على موقع IMDb (الإنجليزية)
- جوليتا روزين على موقع أول موفي (الإنجليزية)
- جوليتا روزين على موقع قاعدة بيانات الفيلم (الإنجليزية)